# Церковь Хювинкяа
Церковь Хювинкяа (фин. Hyvinkään kirkko), также называемая Новая церковь Хювинкяа — лютеранская церковь, находящаяся в финском городе Хювинкяа. Является одной из главных достопримечательностей города.

## Описание
Построена по проекту архитектора Аарно Руусувуори в 1961 году в модернистском стиле. Имеет пирамидальную форму. В архитектуре церкви постоянно повторяются треугольные формы, что, по замыслу архитектора, символизирует Святую Троицу.
Высота здания 32 метра, площадь 1779 квадратных метров. В качестве основного материала для строительства были использованы бетон, мрамор и орегонская сосна. Широкие окна позволяют добиться высокой степени естественного освещения в здания. Алтарь находится перед одним из окон. Здание рассчитано на 630 мест для прихожан.
Орган в церкви установлен Хансом Хайнрихом в 1977 году и имеет 35 регистров.

## Галерея

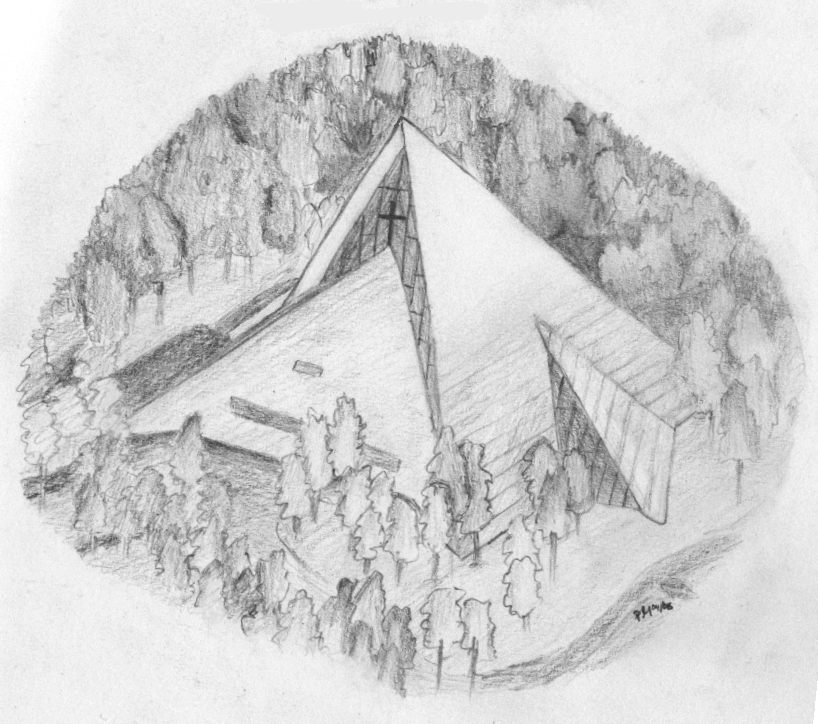
Рисунок церкви
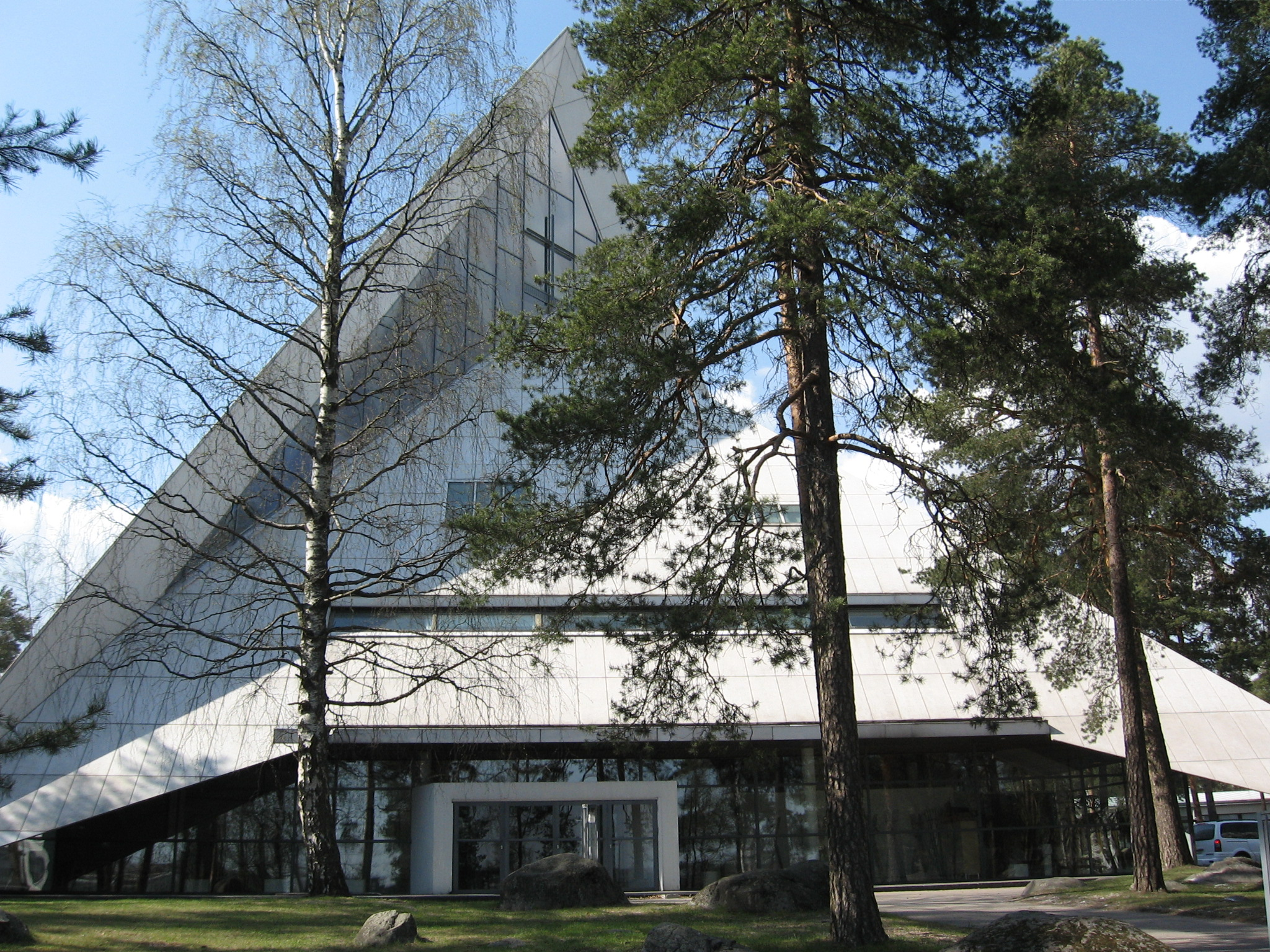
Церковь ранней весной
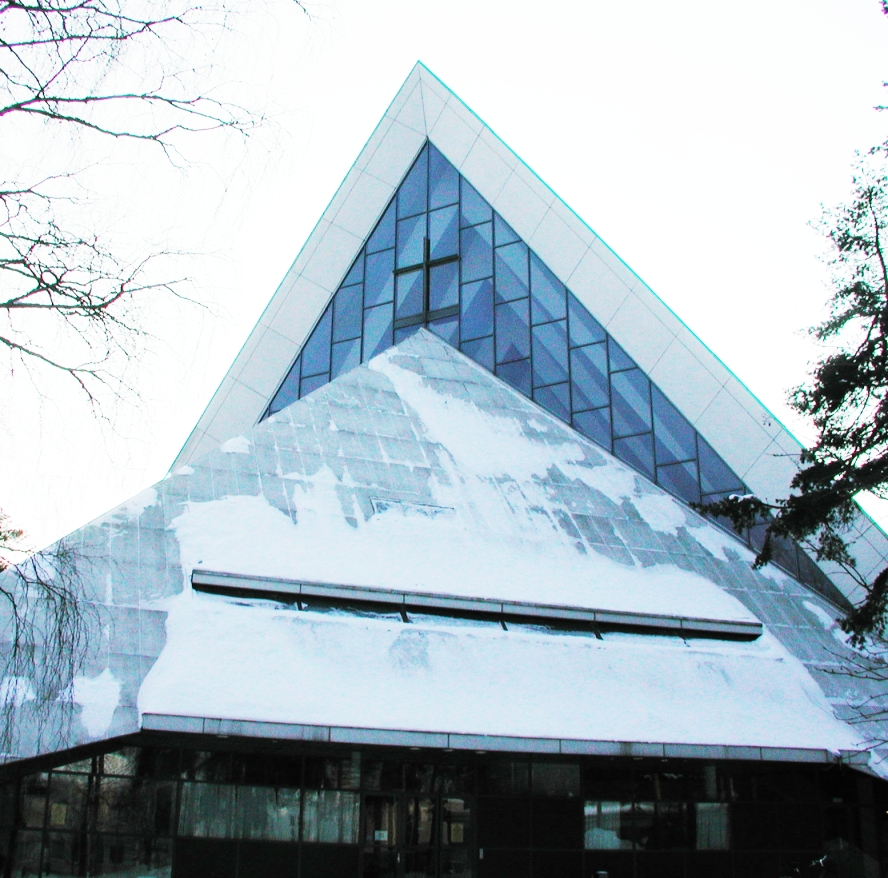
Церковные окна